# Broeta de verza de magro
Broeta de verza de magro é uma sopa de peixe tradicional da Dalmácia, preparada especialmente para a ceia de Natal, quando o vento “bora”, que sopra de leste, dá à couve (“verza” é um dos nomes da couve-lombarda) um sabor especial.
Coze-se no caldo do peixe a couve cortada, batata e cebola, com cravinho, louro, sal e pimenta. Entretanto, torram-se fatias de pão com alho e azeite e colocam-se nos pratos; serve-se a sopa por cima e pedaços do peixe usado para fazer o caldo.
O peixe (de carne branca) é esfregado com limão, para a pele não se desfazer; coze-se com cebola, cenoura, aipo, um ramo de salsa e meio-limão; o peixe pode então ser servido com maionese e couve-de-bruxelas, batatas cozidas e ovos cozidos e fatiados, de preferência guarnecido de anchovas e alcaparras. O caldo e pedaços do peixe podem ser usados para a broeta.